# Wybory prezydenckie w Stanach Zjednoczonych w Kalifornii w 1948 roku
Wybory prezydenckie w Stanach Zjednoczonych w Kalifornii w 1948 roku – odbyły się 2 listopada 1948 jako część 41. wyborów prezydenckich.
Wyborcy w Kalifornii wybrali elektorów, aby reprezentowali ich w głosowaniu powszechnym w kolegium elektorskim.
Kalifornia została zdobyta przez kandydata demokratów – ówczesnego prezydenta Harry’ego S. Trumana.
| 1944← 2 XI 1948 →1952 |                                                                                            |                                                                                          |
| --- | ------------------------------------------------------------------------------------------ | ---------------------------------------------------------------------------------------- |
| - Kandydat na prezydenta - Partia polityczna - Stan macierzysty - Kandydat na wiceprezydenta - Głosy elektorskie - Głosy powszechne - Wyniki procentowe | - Harry Truman - Partia Demokratyczna - Missouri - Alben Barkley - 25 - 1 913 134 - 47,57% | - Thomas Dewey - Partia Republikańska - Nowy Jork - Earl Warren - 0 - 1 895 269 - 47,13% |